# Casa al carrer de la Caritat, 54
La Casa al carrer de la Caritat, 54 és una obra de Palafrugell (Baix Empordà) protegida com a Bé Cultural d'Interès Local.

## Descripció
Es tracta d'una gran casa entre mitgeres, de tres plantes i tres eixos. Façana amb tres grans obertures per planta: als baixos portal entre dues finestres i en ambdós pisos finestrals al centre entre dues balconades. La porta té un marc de pedra on hi ha gravat: JB / 1875. Les altres obertures són emmarcades per ressalts llisos d'obra. Les mènsules de les llosanes dels balcons són decorades. El remat de l'edifici és una cornisa motllurada.
L'interior manté la distribució d'habitacions a cada costat del passadís central i l'amplia escala d'accés als pisos.
La casa va ser restaurada al darrer quart del segle xx.